# Петров Олександр Іванович
Олександр Іванович Петров (16 лютого 1838 — 15 серпня 1915) — російський державний діяч, мінський і харківський губернатор, сенатор, дійсний таємний радник.

## Біографія
Походить з дворян Саратовської губернії.
Закінчив курси у Полоцькому кадетському корпусі та Офіцерській стрілецькій школі (06.06.1857).
У 1859 році закінчив школу по першому розряду. Служив у лейб-гвардійському стрілецькому Імператорської фамілії батальйоні.
У 1863 році переведений до лейб-гвардійської стрілецької батареї Імператорської фамілії. Брав участь у справах проти польських заколотників і за відзнаку біля села Монтвидове 12 червня нагороджений орденом Святої Анни 3-го ступеня з мечами і бантом.
У 1865 році відряджений з Найвищого дозволу для занять при установчому комітеті до Королівства Польського, де був комісаром Келецької комісії по селянським справам.
У 1866 році зарахований до статс-секретарів Царства Польського.
У 1868 році призначений комісаром Скерневицького повіту Варшавської губернії.
Займає посаду Седлецького віце-губернатора (02.08.1874 — 14.04.1878);
далі: Мінський губернатор (30.08.1879 — 30.01.1886);
Харківський губернатор (30.01.1886& — 24.03.1895). Помічник Варшавського генерал-губернатора з цивільної частини (24.03.1895 — 12.02.1897).
У 1897 році Всемилостивіше повелено бути присутнім у Правлячому Сенаті.
З 1894 року гофмейстер Двору Його Імператорської Величності. Почесний громадянин Мінська. Почесний громадянин Харкова.
Був головою комітету по спорудженню Храму Христа Спасителя в Бірках, зведеного у 1894 році на місці трущеня імператорського поїзда у 1888 році.
Дійсний статський радник (01.04.1879), таємний радник (30.08.1887), гофмейстер (1894), дійсний таємний радник (06.06.1907).

## Родина
- Дружина — Олександра Михайлівна Петрова, голова Харківського товариство взаємної допомоги вчительок та виховательок з 1890 років

## Нагороди
- Орден Святої Анни 3-го ст. з мечами і бантом (12.06.1863);
- Орден Святого Олександра Невського (01.01.1904).